# Hídvégi Benő
Hídvégi Benő (Tobak Benő, Mezőkomárom, Veszprém vármegye, 1846. szeptember 20. – Miskolc, 1918. december 31.) királyi tanfelügyelő.

## Élete
A gimnázium hat osztályát Pápán a reformátusoknál végezte, ugyanott pedagógiai tanulmányokat folytatott, amelynek befejezése után Somogy vármegyében előbb tanító, majd 1872-ben tanfelügyelőségi tollnok lett. 1881-ben Abauj-Torna vármegyében királyi segédtanfelügyelő volt, 1889-ben pedig Borsod vármegyében rendes tanfelügyelővé nevezték ki Miskolcra. Tobak családi nevét 1884-ben változtatta Hídvégire.
Irodalmi működését 1866-ban kezdte a Protestáns Egyházi és Iskolai Lapban, majd 1868-ban a Néptanítók Lapjában tanügyi cikkekkel. Később szépirodalmi, társadalmi, nemzetgazdasági és politikai cikkeket közöltek tőle különböző lapok, többek között a Somogy (melynek 1867-től 1881-ig munkatársa volt), Zalai Közlöny, Fehérvári Híradó, Székesfejérvár, Népgazda, Szünóra, Délibáb, Felvidéki Közlöny, Abauj-Kassai Közlöny, Borsodmegyei Lapok, Borsod-Miskolczi Közlöny, Ugocsa. Tudósításokat és rövid közléseket hozott tőle a Nemzet, a Pesti Napló, a Pesti Hírlap, és írt még a Somogymegyei Tanügyi Lapba (melynek főmunkatárs címen 1872–73-ban ő volt a szerkesztője), a Néptanoda és a Felvidéki Tanügy. Cikkei a Délmagyarországi Lapokban (1884. 146. sz. Jókairól), a Néptanítók Lapjában (1886. Egy tanfelügyelő uti naplójából, kilencz czikk, mely figyelmet keltett). A Verédy Paedagogiai Encyclopaediájának is munkatársa volt, neve alatt vagy H. B. betűkkel és névtelenül száznál több cikket írt a nevezett munkába.

## Munkái
- Ó- és uj testamentomi bibliai történetek. Pest, 1868.
- Népszerű protestáns halotti bucsuztatók és síri beszédek. Pécs, 1871.
- Elemi földrajz az abauj-tornamegyei népiskolák III. osztálya számára. Kassa, 1883. (Az 1-3. sz. munkákat Tobak név alatt írta.)
- Első olvasókönyv (ABC) a népiskolák első osztálya számára. Budapest, 1888.